# Lyrik am Fluss
Lyrik am Fluss war ein internationales Literaturfestival am Ufer der Limmat, das 1994 als poetische Lesereihe begann und sich zu «einer der wichtigsten Literaturveranstaltungen Zürichs» entwickelte. 

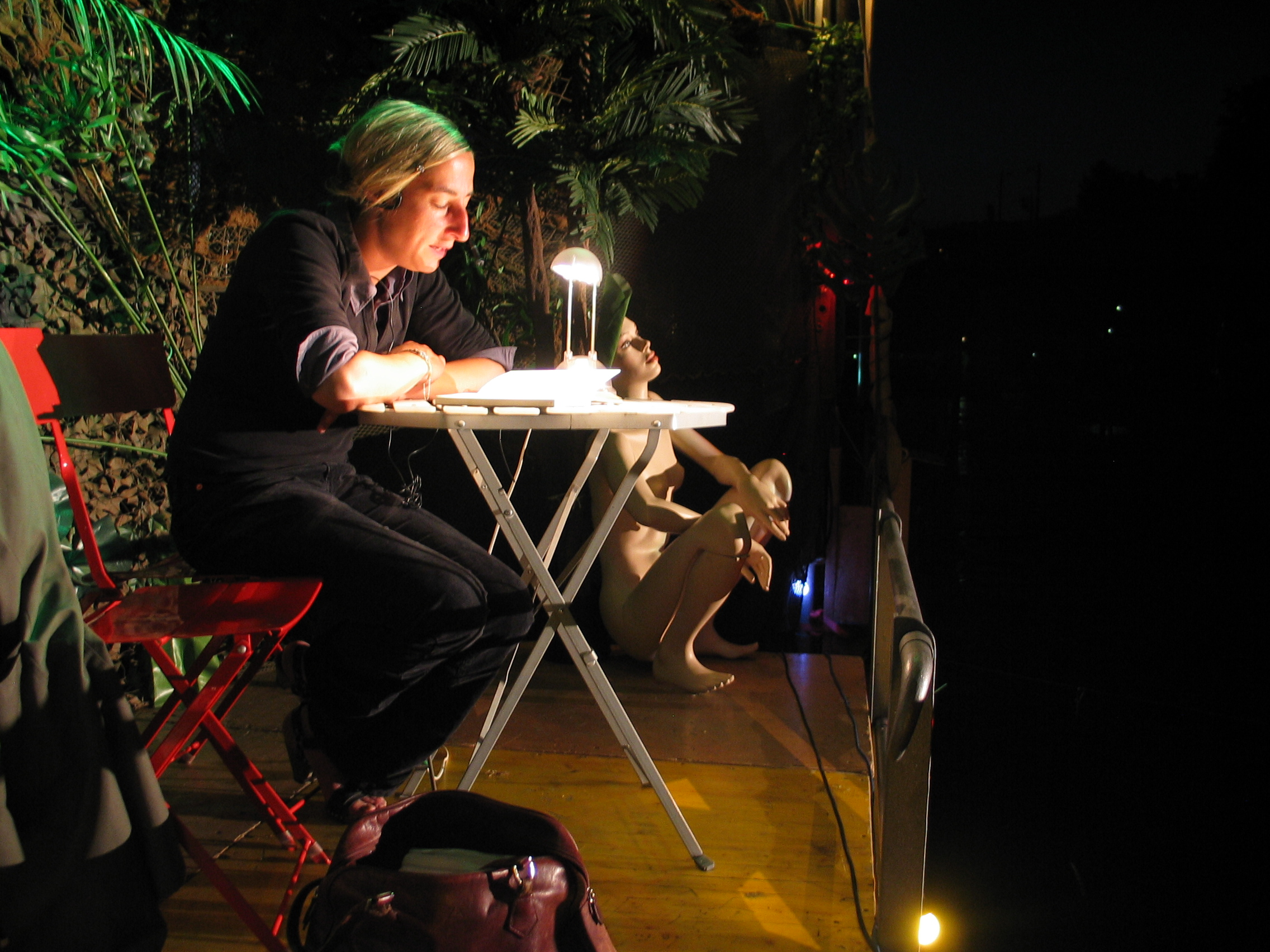
Lesung von Judith Hermann an Lyrik am Fluss, 2004

## Geschichte
Lyrik am Fluss begann 1995 als poetisches Quartierfest im Gemeinschaftszentrum Zürich-Wipkingen. Initiantin war Rose-Marie Uhlmann, die bis 2001 für die Organisation der Lesereihe verantwortlich war. 2002 übernahm das Autorenkollektiv index die Regie und entwickelte die Veranstaltungsreihe zu einem Literaturfestival mit internationaler Ausstrahlung.
Ab 2003 fanden die Veranstaltungen in der Badi Unterer Letten direkt am Limmatufer statt und wurden als «Literaturerlebnis der besonderen Art» inszeniert: «Dichtung, urbane Landschaft und visuelle Gestaltung sollen zusammenwirken und den Anlass zu einem sinnlichen Ereignis machen.» Tatsächlich war das Setting aussergewöhnlich: «Der Autor sitzt auf einem Steg in der Flussmitte, die Distanz zum Publikum überbrücken ein Funkmikrofon sowie zwei Screens, die den Dichtermund simultan ins rechte Licht rücken.»
Das rasche Wachstum des Festivals führte allerdings dazu, dass der organisatorische Aufwand ein Ausmass annahm, den die Verantwortlichen neben ihrer eigenen künstlerischen Tätigkeit nicht mehr leisten wollten. Deshalb wurde das erfolgreiche Festival nach 2005 nicht mehr weitergeführt.

## Programm
Die Programmierung richtete sich nach dem Prinzip, renommierte Autoren neben jungen Talenten zu präsentieren. Nur ein Teil ihrer Werke liess sich der Gattung Lyrik zuordnen. Vielmehr sollte der Begriff im Titel der Veranstaltung den speziellen poetischen Charme des Austragungsortes betonen.

### 2002
- Herr Thiel und Herr Sassine und Schön & Gut
- Michael Lentz und Onophon
- Simone Ohne & Tina Licht, R. C. Koechli, Marc Rychener & DJ Spy.

### 2003
- Urs Allemann und Catalin Dorian Florescu
- Pedro Lenz und Patrik Neuhaus, Katharina Faber, Ulrike Ulrich und Werner Rohner
- Oskar Pastior und Christian Uetz.

### 2004
- Judith Hermann und Marc Rychener
- Ruth Schweikert, Jörg Piringer, Lea Gottheil und Tanja Kummer
- Peter Stamm, Guy Krneta, Jan Theiler, Melinda Nadj Abonji und Jurczok 1001.

### 2005
- Gert Jonke, Jens Petersen, Eleonore Frey
- Hugo Loetscher, Annette Mingels, Renate Leukert
- Jaap Blonk, Michael Stauffer, Tanja Kummer.

## Organisationskomitee
- 1994–2001: Rose-Marie Uhlmann
- 2002–2005: Künstlerkollektiv index, verantwortlich: 
  - Andreas Heusser
  - Cornelia Heusser
  - Marc Rychener
  - Mauro Guarise
  - Nicolas Häberli
  - Pascal Bosshard

Der Wechsel in der Programmleitung erfolgte, nachdem die späteren index-Mitglieder Andreas Heusser, Marc Rychener, Cornelia Heusser und Marco Baumgartner an der sechsten Ausgabe von Lyrik am Fluss mit einer gemeinsamen multimedialen Performance (harmoNie) aufgetreten waren.